# Antoine Maurin (General)
Antoine Maurin (* 19. Dezember 1771 in Montpellier; † 4. Oktober 1830 in Paris) war ein französischer Général de division.

## Leben
1792 schloss sich Maurin der Armee an und kämpfte während der Revolution bei der Kavallerie. Er war ein Anhänger von Napoleon Bonaparte und nahm an einigen Schlachten des ersten Koalitionskrieges teil. Da er sich durch Tapferkeit auszeichnen konnte, wurde er sehr schnell zum Offizier befördert.
Während des Kriegs in Portugal führte Maurin unter General Andoche Junot eine Kavalleriebrigade. Anschließend fungierte er als Militärgouverneur der Provinz Algarve im Süden Portugals. Als die Portugiesen mit Unterstützung durch britische Truppen gegen die französische Besetzung rebellierten, musste sich General Junot samt seinen Truppen zurückziehen. Gouverneur Maurin wurde krank in Faro überrascht und am 16. Juni 1808 zusammen mit 70 Soldaten gefangen genommen.
Sie kamen auf ein britisches Kriegsschiff und blieben bis September 1812 in Kriegsgefangenschaft. Nach seiner Rückkehr in die Heimat und einer kleinen Zeit der Erholung wurde ihm erneut ein Kommando übertragen. Bereits am 26./27. August des darauffolgenden Jahres kommandierte er in der Schlacht um Dresden. In der Völkerschlacht bei Leipzig kommandierte er die 9. Leichte Kavalleriebrigade.
Nach Napoleons Abdankung diente Maurin unter König Ludwig XVIII.; während der Herrschaft der Hundert Tage kehrte er unter Napoleons Kommando zurück.
In der Schlacht bei Ligny wurde Maurin schwer verletzt, erholte sich aber wieder und konnte bis 1823 noch verschiedene militärische Aufgaben und Ämter wahrnehmen. In diesem Jahr zog er sich ins Privatleben zurück. Während der Julirevolution meldete sich Maurin erneut zur Armee, starb aber am 4. Oktober 1830.

## Ehrungen
- 1808 Baron de l’Émpire
- 28. September 1813 Commandeur der Ehrenlegion
- Sein Name findet sich auf dem westlichen Pfeiler (40. Spalte) des Triumphbogens am Place Charles-de-Gaulle (Paris).